# 孟庆丰
孟庆丰（1957年6月6日—），男，汉族，山东沂南人，1980年1月加入中国共产党，1974年2月参加工作，浙江省自学考试法律专业，在职大学学历。其在擔任中華人民共和國公安部副部长期間負責打擊經濟犯罪並擔任獵狐行動小組組長。

## 经历
- 1974年2月－1976年5月，浙江省奉化县西坞公社插队（知青）；
- 1976年5月－1983年9月，浙江省宁波地区公安处办事员；
- 1983年9月－1985年9月，在杭州大学公安专修科法律专业学习；
- 1985年9月－1986年7月，浙江省鄞县公安局副局长；
- 1986年7月－1996年1月，浙江省宁波市公安局党委委员、局政治部副主任、主任；
- 1996年1月－2000年6月，浙江省宁波市江东区委书记；
- 2000年6月－2005年8月，浙江省舟山市委常委、市公安局党委书记、局长、市委政法委副书记；
- 2005年8月－2007年3月，浙江省公安厅党委委员、副厅长；
- 2007年3月－2009年5月，浙江省公安厅党委委员、巡视员、副厅长；
- 2009年5月－2014年10月，公安部经济犯罪侦查局局长、党委书记；
- 2014年10月－2014年11月，公安部党委委员；
- 2014年11月－2015年6月，公安部党委委员、部长助理；
- 2015年6月－2020年6月，公安部副部长、党委委员。[2]。
- 2018年1月，当选第十三届全国政协委员[3]。